# Филлипс, Этельберт Лорт
Этельберт Эдвард Лорт Филлипс (1857—1943) — британский натуралист и бизнесмен, великий охотник.

## Биография
Родился в Уэльсе, был одним из четырёх детей, рожденных Ричардом Ильбертом Лортом Филлипсом (1819—1860) и Фредерикой Изабеллой де Рутцен. Лорт Филлипс женился на Луизе Джейн Форбс Ганнис (1857—1946) в 1891 году.
В 1884—1895 исследовал Восточную Африку. Описал несколько видов птиц (например, Spizocorys fremantlii), один из них он назвал в честь своей жены Луизы. Джордж Эрнест Шелли (1840—1910) назвал в его честь вид Oenanthe phillipsi в 1885 году. Также участвовал в охоте на крупную африканскую дичь.
Лорт Филлипс занимал пост мэра Дартмута с 1910 по 1911 год.
Скончался 15 октября 1943 года.

## Лорт Филлипс и Норвегия
В 1886 году Филлипс впервые приехал в Норвегию, чтобы ловить лосося в норвежском графстве Мёре-ог-Ромсдал. До 1937 года он и его жена часто проводили здесь лето и построили несколько красивых деревянных летних домиков в стиле шотландского нагорья. Он стал известен в Норвегии главным образом благодаря тому, что у него были (всё еще существующие) дома отдыха, построенные там для богатых туристов, которые хотели ловить лосося и форель в Сунндале (Møre og Romsdal).